# Dörzbach
Dörzbach ist eine Gemeinde im Hohenlohekreis im fränkisch geprägten Nordosten Baden-Württembergs. Sie gehört zum Regionalverband Heilbronn-Franken (bis 20. Mai 2003 Regionalverband Franken).

## Geografie

### Geografische Lage
Die Gemeindefläche Dörzbachs liegt im Naturraum Kocher-Jagst-Ebenen auf Höhen zwischen 230 und 430 m ü. NHN und wird vom großen Nordbogen der mittleren Jagst durchzogen. Die Siedlungsplätze liegen im Muschelkalktal des Flusses, in einigen Nebentälern sowie auf den umgebenden Randhöhen. Der namengebende Hauptort grenzt ans rechte Ufer der Jagst; am oberen Ortsrand mündet in sie der Bach aus der kurzen Eselklinge, am Rand des Ortskerns der aus dem etwas längerem Kiesgraben, im Ortskern dann der gut 5 km lange Goldbach.

### Gemeindegliederung
Die Gemeinde Dörzbach besteht aus Dörzbach (1465 Einwohner) selbst, sowie aus den eingemeindeten ehemaligen Gemeinden Hohebach (646 Einwohner), Laibach (183 Einwohner) und Meßbach (170 Einwohner).
| Wappen Dörzbach  | - Zu Dörzbach das Dorf Dörzbach, die Wohnplätze Birkenhöfe und St. Wendel zum Stein sowie die abgegangenen Ortschaften Albertshof, Dürrenhof und Rortal.                          | Ortsdurchfahrt Dörzbach mit Goldbach im Dorf (2020) |
| Wappen Hohebach  | - Zu Hohebach das Dorf Hohebach, den Weiler Eisenhutsrot, die Wohnplätze Heßlachshof und Wendischenhof sowie die abgegangenen Ortschaften Lieboldsbronn, Eschbronnen und Ripperg. | Hohebach von Norden (2007)                          |
| Wappen unbekannt | - Zu Laibach das Dorf Laibach und die abgegangenen Ortschaften Büchelich und Dacht.                                                                                               | Laibach mit Burg (2013)                             |
| Wappen unbekannt | - Zu Meßbach das Dorf Meßbach und die abgegangene Ortschaft Niedermeßbach. | Altes Rathaus Meßbach (2013)                        |

### Flächenaufteilung
Nach Daten des Statistischen Landesamtes, Stand 2014.

## Geschichte

### Frühzeit
Prähistorische Funde, unter anderem aus der Jungsteinzeit, deuten darauf hin, dass Dörzbach und seine Teilorte bereits in der Zeit um 3500 v. Chr. besiedelt waren. Nachgewiesen ist, dass Dörzbach schon um 500 v. Chr. von Kelten besiedelt war. Sie legten ein Felsen- und Quellenheiligtum an.

### Mittelalter
Während der Zeit der Stammesherzogtümer lag der Ort im Herzogtum Franken. Erstmals urkundlich erwähnt wurde Dörzbach an der Jagst im Jahre 1230 unter dem Namen Torzebach. Die ältesten noch vorhandenen Bauteile vom Schloss Eyb stammen aus dem 12. Jahrhundert. Bis zum 15. Jahrhundert hatte die Burg eine sehr wechselvolle Geschichte mit vielen Eigentümern bzw. Anteilseignern. Im späten 14. Jahrhundert erlangten die Herren von Berlichingen den Besitz der Burg.

### Neuzeit
Kaiser Rudolf II. hatte der Gemeinde Dörzbach im Jahr 1583 drei Marktrechte verliehen. Dies ist der geschichtliche Ursprung der heute noch abgehaltenen Frühjahrs- und Herbstpferdemärkte. Bis 1601 blieben die Herren von Berlichingen Besitzer der Burg-Schloss-Anlage. Seit dem Jahre 1601 ist die inzwischen zum Schloss ausgebaute Anlage in Besitz der Familie von Eyb. Dörzbach lag im Fränkischen Ritterkreis. 1806 fielen alle Orte der heutigen Gemeinde an das Königreich Württemberg und wurden 1811 dem Oberamt Künzelsau unterstellt.
Im Jahr 1831 versuchte Dörzbach, Oberamtsstadt zu werden. Da der entsprechende Brief aber direkt an den württembergischen König Wilhelm I. gerichtet wurde und nicht über das zuständige Oberamt Künzelsau eingereicht war, wurde das Gesuch abgelehnt.
Bei der Kreisreform während der NS-Zeit in Württemberg gelangte Dörzbach 1938 zum Landkreis Künzelsau. 1945 geriet Dörzbach in die amerikanischen Besatzungszone und gehörte somit zum neu gegründeten Land Württemberg-Baden, das 1952 im jetzigen Bundesland Baden-Württemberg aufging.
Im Zuge der Gebietsreform in Baden-Württemberg wurden Laibach und Meßbach 1972 und Hohebach 1974 nach Dörzbach eingemeindet. Die Kreisreform von 1973 führte zur Zugehörigkeit zum Hohenlohekreis.

## Bevölkerung

### Christentum

#### Evangelische Kirchengemeinden
In Dörzbach bestehen zwei evangelische Gemeinden: Die Dreifaltigkeitskirche in Dörzbach und die Jakobuskirche in Hohebach.

#### Katholische Kirchengemeinden
In Dörzbach gibt es die Kirchengemeinde Zwölf-Apostel-Kirche, in Laibach die Kirchengemeinde St.-Pius-X.-Kirche der katholischen Kirche.

### Judentum

#### Jüdische Gemeinde Dörzbach
In Dörzbach gab es von der Zeit des Dreißigjährigen Krieges bis 1907 eine jüdische Gemeinde mit einer Synagoge, einer jüdischen Schule und einem rituellen Bad. Die Toten der Gemeinde wurden zunächst auf den jüdischen Friedhöfen in Unterbalbach, Laibach und Berlichingen, nach 1852 in Hohebach bestattet.

#### Jüdische Gemeinde Hohebach
Die jüdische Gemeinde Hohebach bestand seit dem Mittelalter bis zum Jahr 1942, in dem die letzten jüdischen Einwohner des Ortes deportiert wurden.
Seit 1986 erinnert eine Gedenktafel am Gebäude der ehemaligen Synagoge im Ortsteil Hohebach an das Gotteshaus der jüdischen Mitbürger, das beim Novemberpogrom 1938 von SA-Männern demoliert wurde. Auf dem jüdischen Friedhof steht ein Gedenkstein für die letzten acht in den 1940er Jahren deportierten und getöteten jüdischen Einwohner.

#### Jüdische Gemeinde Laibach
An die jüdische Gemeinde des Ortsteils Laibach, die von der Zeit des Dreißigjährigen Krieges bis in die Mitte des 19. Jahrhunderts bestand, erinnert der dortige jüdische Friedhof, in dem noch 19 Grabsteine existieren. Außer dem jüdischen Friedhof besaß die Gemeinde einen Betsaal.

## Politik

### Gemeinderat
In Dörzbach wird der Gemeinderat nach dem Verfahren der unechten Teilortswahl gewählt. Dabei kann sich die Zahl der Gemeinderäte durch Überhangmandate verändern. Der Gemeinderat in Dörzbach hat nach der letzten Wahl 20 Mitglieder, er besteht aus den gewählten ehrenamtlichen Gemeinderäten und dem Bürgermeister als Vorsitzendem. Der Bürgermeister ist im Gemeinderat stimmberechtigt. 
Die Kommunalwahl am 9. Juni 2024 führte zu folgendem Endergebnis.
| Parteien und Wählergemeinschaften | Parteien und Wählergemeinschaften           | % 2024  | Sitze 2024 | % 2019 | Sitze 2019 | % 2014 | Sitze 2014 |
| UWV                               | Unabhängige Wählervereinigung               | 52,48   | 6          | 52,0   | 6          | 55,9   | 7          |
| CDU                               | Christlich Demokratische Union Deutschlands | 47,52   | 6          | 48,0   | 6          | 44,1   | 6          |
| Gesamt                            | Gesamt                                      | 100     | 12         | 100    | 12         | 100    | 13         |
| Wahlbeteiligung                   | Wahlbeteiligung                             | 70,08 % | 70,08 %    | 66,5 % | 66,5 %     | 64,8 % | 64,8 %     |

### Bürgermeister
Bürgermeister ist seit 2014 Andy Kümmerle. Am 16. Februar 2014 konnte er im ersten Wahlgang 68,7 Prozent der Stimmen auf sich vereinen. Am 6. Februar 2022 wurde er im ersten Wahlgang mit 87,6 Prozent der Stimmen für eine zweite Amtszeit wiedergewählt.

### Wappen und Flagge
Die Blasonierung des Dörzbacher Wappens lautet: Über einem von Silber und Rot vierfach gestückten Balken in Silber drei (2:1) rote Muscheln, darunter in Schwarz ein fünfspeichiges silbernes Rad. Die Flagge der Gemeinde ist Rot-Weiß.
Kaiser Rudolf II. verlieh Dörzbach am 27. Juni 1583 zugleich mit dem Marktrecht ein Wappen, das das Rad aus der Herren von Berlichingen mit dem Balken aus dem Wappen eines ausgestorbenen Ortsadelsgeschlechts verband. Nach dem Verkauf von Dörzbach an die Herren von Eyb im Jahre 1601 ersetzten die Eybschen Muscheln (mit dem Gelenk aufwärtsgekehrt gezeigte Jakobsmuscheln) das Rad in der oberen Schildhälfte. 1931 nahm die Gemeinde das berlichingensche Rad zusätzlich in die untere (blaue) Schildhälfte auf. Falsche Tingierungen des Schildgrundes der Wappenfiguren Rad und Muscheln wurden später berichtigt. Die Flagge wurde der Gemeinde am 2. Februar 1970 vom baden-württembergischen Innenministerium verliehen, das Wappen bestätigt.

## Kultur und Sehenswürdigkeiten

### Bauwerke und Kulturdenkmale
In der Gemeinde Dörzbach gibt es insgesamt drei Schlösser:
- Schloss Eyb: Ehemaliges Wasserschloss der Herren von Berlichingen, die 1371 die ursprünglichen Herren von Torcebach als Ortsherrschaft ablösten. 1601 wurde das Schloss ⊙ von den Herren von Eyb gekauft, die es auch heute noch besitzen. Zur Schlossanlage gehört sowohl der von vier Seiten umrahmte innere Schlosshof als auch der größere von Wirtschaftsgebäuden umgebene äußere Schlosshof. Der Turm der evangelischen Dreifaltigkeitskirche aus dem 13. Jahrhundert wurde ursprünglich als Wehrturm angelegt und war Bestandteil des Areals.
- Schloss Messbach wurde vor 1750 von Johann Adam von Öhningen erbaut und kam später ebenfalls an die Eyb. 1832 kam es an die Freiherren von Palm.
- Burg Laibach war 1307 im Besitz der Herren von Aschhausen, ab 1422 der Herren von Berlichingen und wurde 1471 als Raubritternest zerstört. Das Rittergut erwarben 1607 die Capler von Oedheim und 1615 der mainzischen Amtmann Erhard von Muggenthal. 1775 wurde der letzte von Muggenthal ermordet. Über Brandenburg kam der Besitz 1777 an die Freiherren von Racknitz, deren Nachfahren das Schloss noch besitzen. Im 19. Jahrhundert wurde das Schloss zum Teil abgebrochen und von 1987 bis 1988 restauriert.

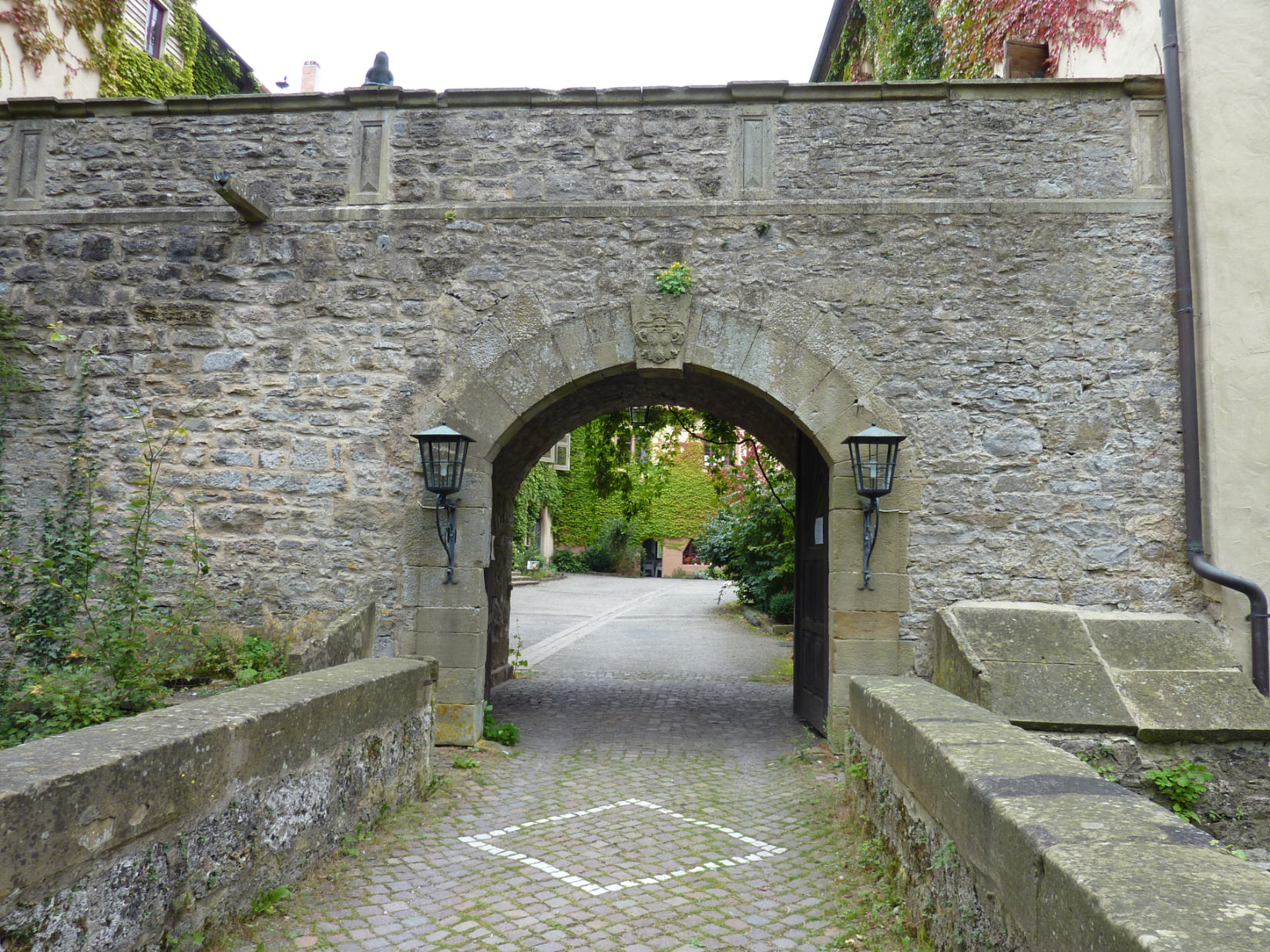
Zugang zum Hof von Schloss Eyb
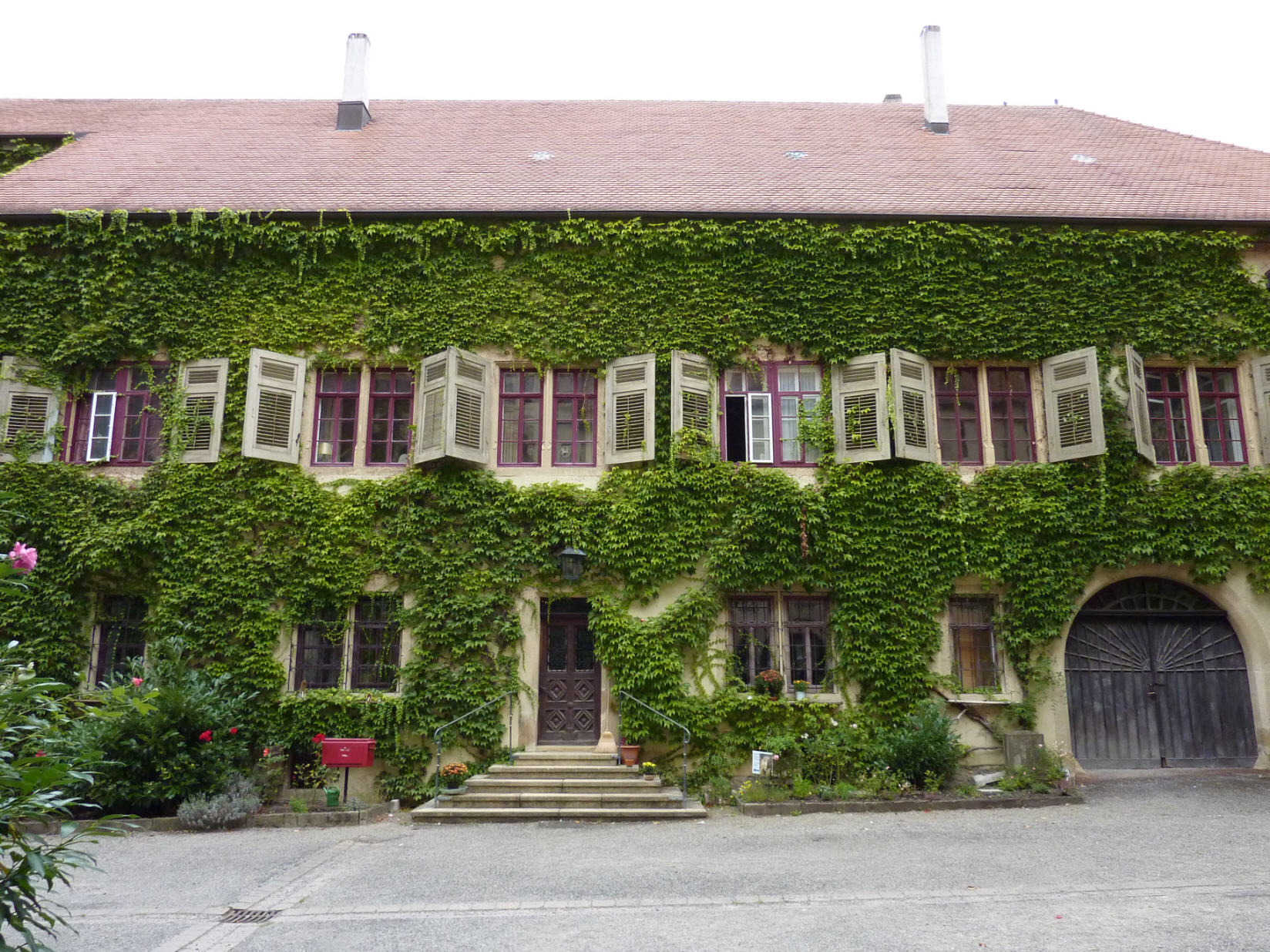
Schloss Eyb
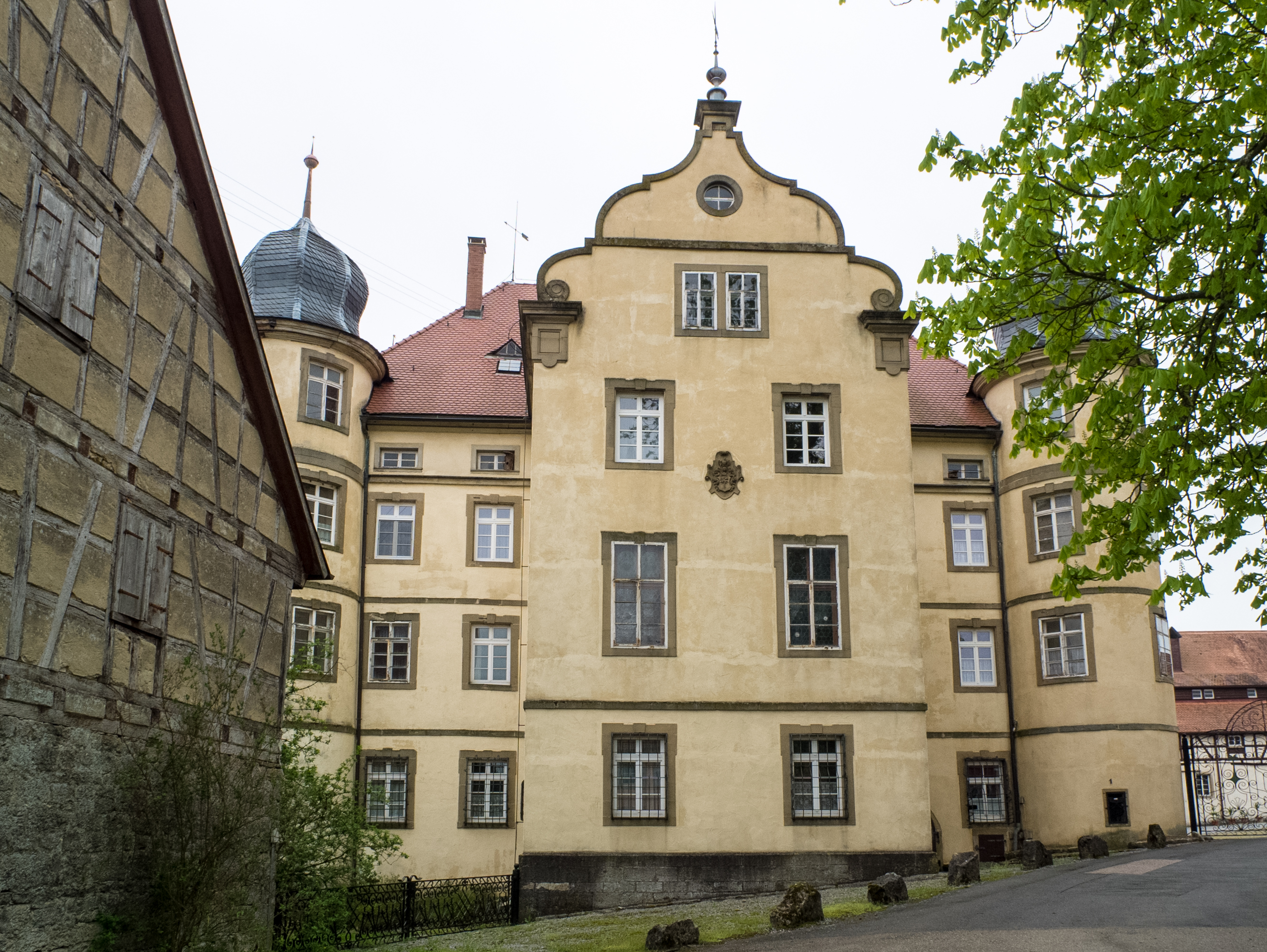
Schloss Meßbach
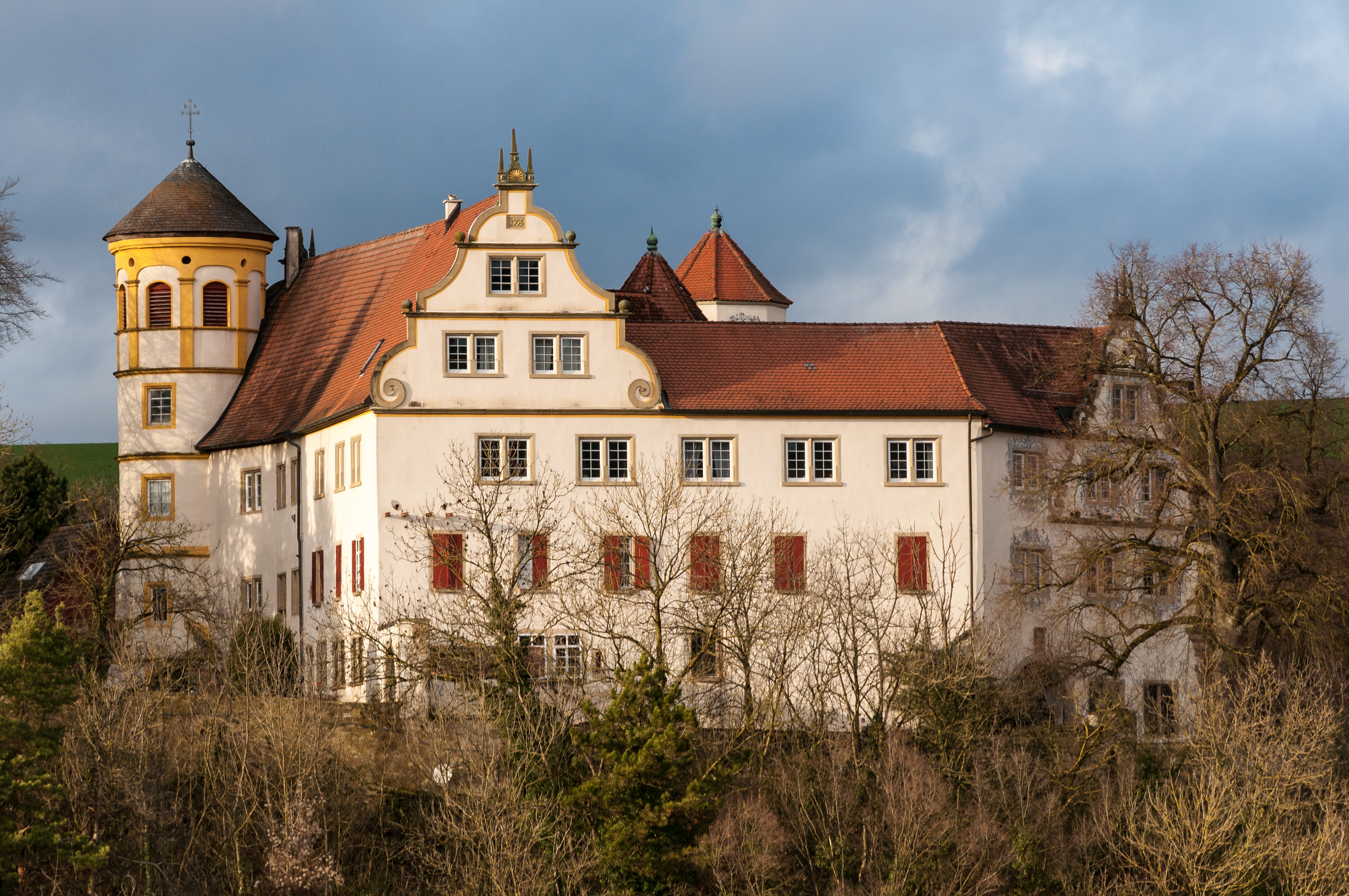
Burg Laibach
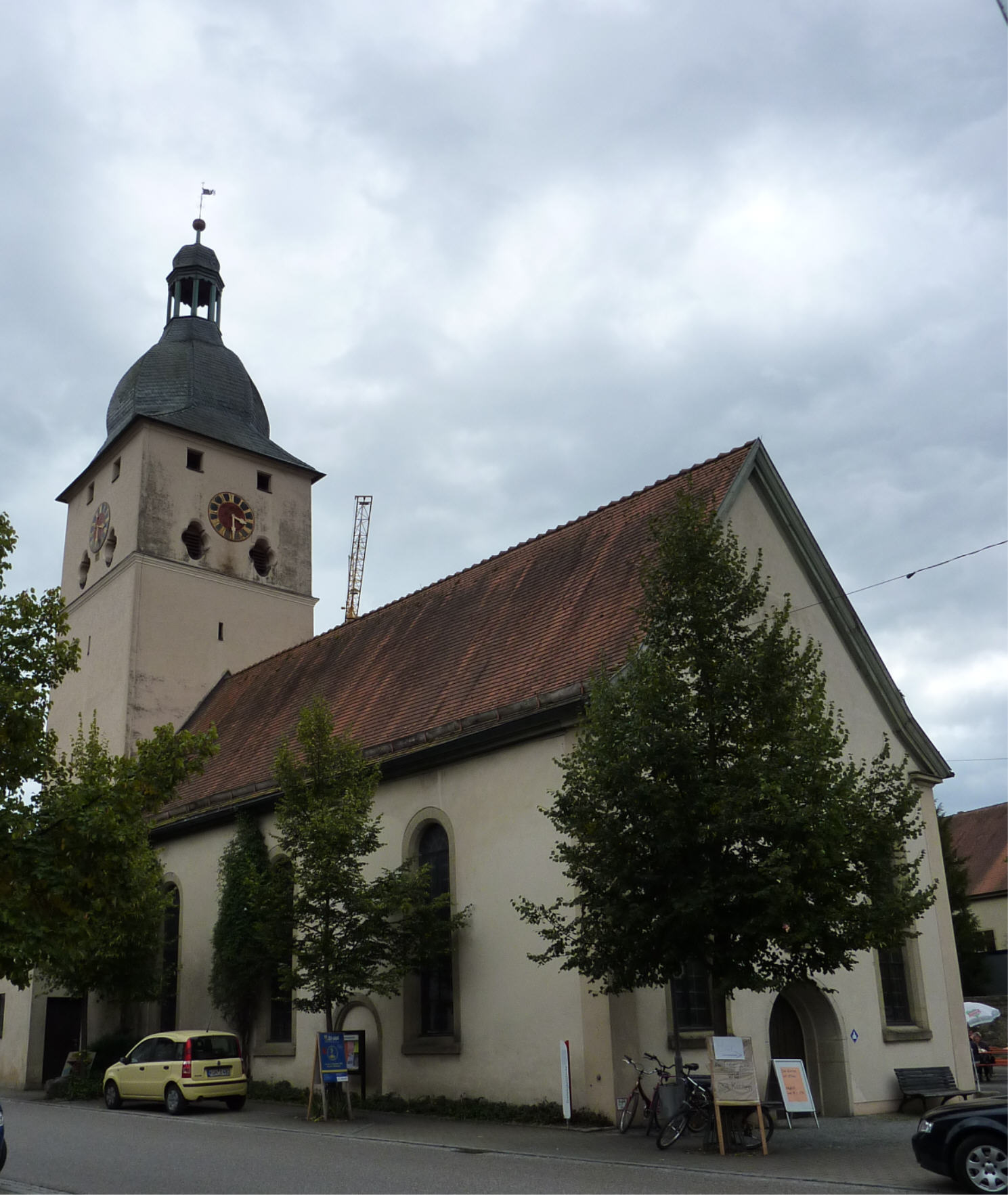
Kirche in Dörzbach
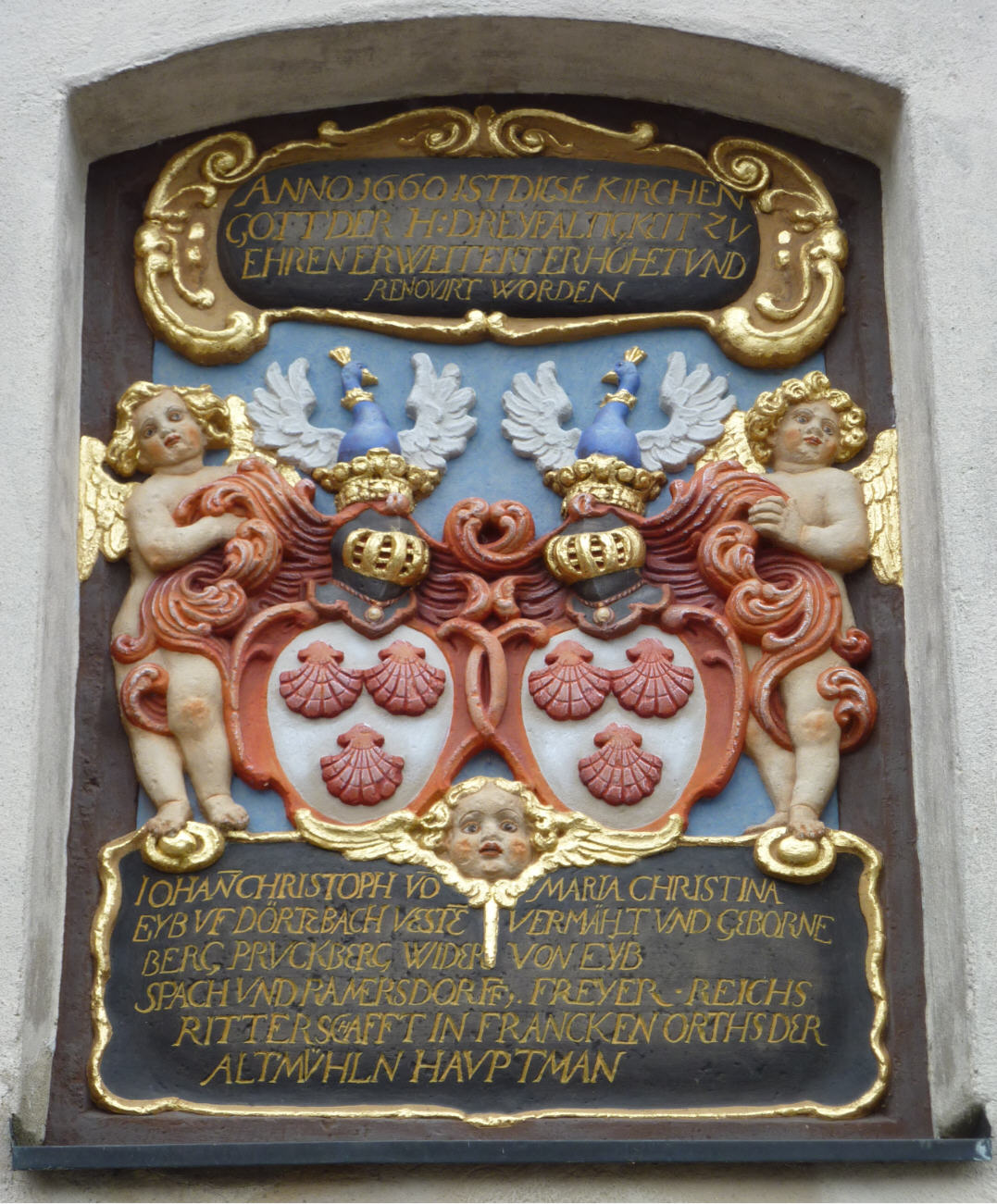
Inschrift zur Renovierung durch Mitglieder der Familie von Eyb
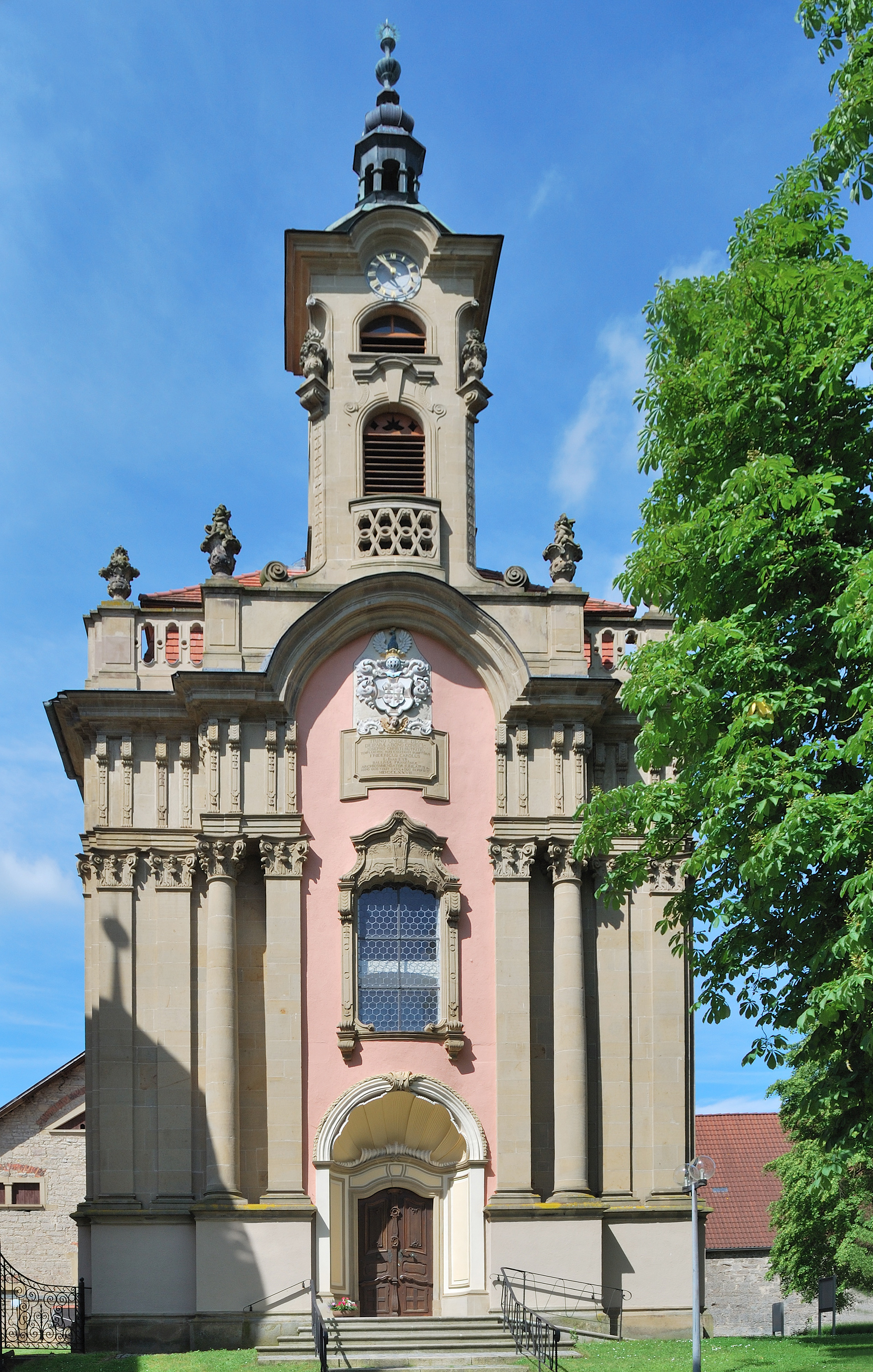
Dreifaltigkeitskirche Meßbach
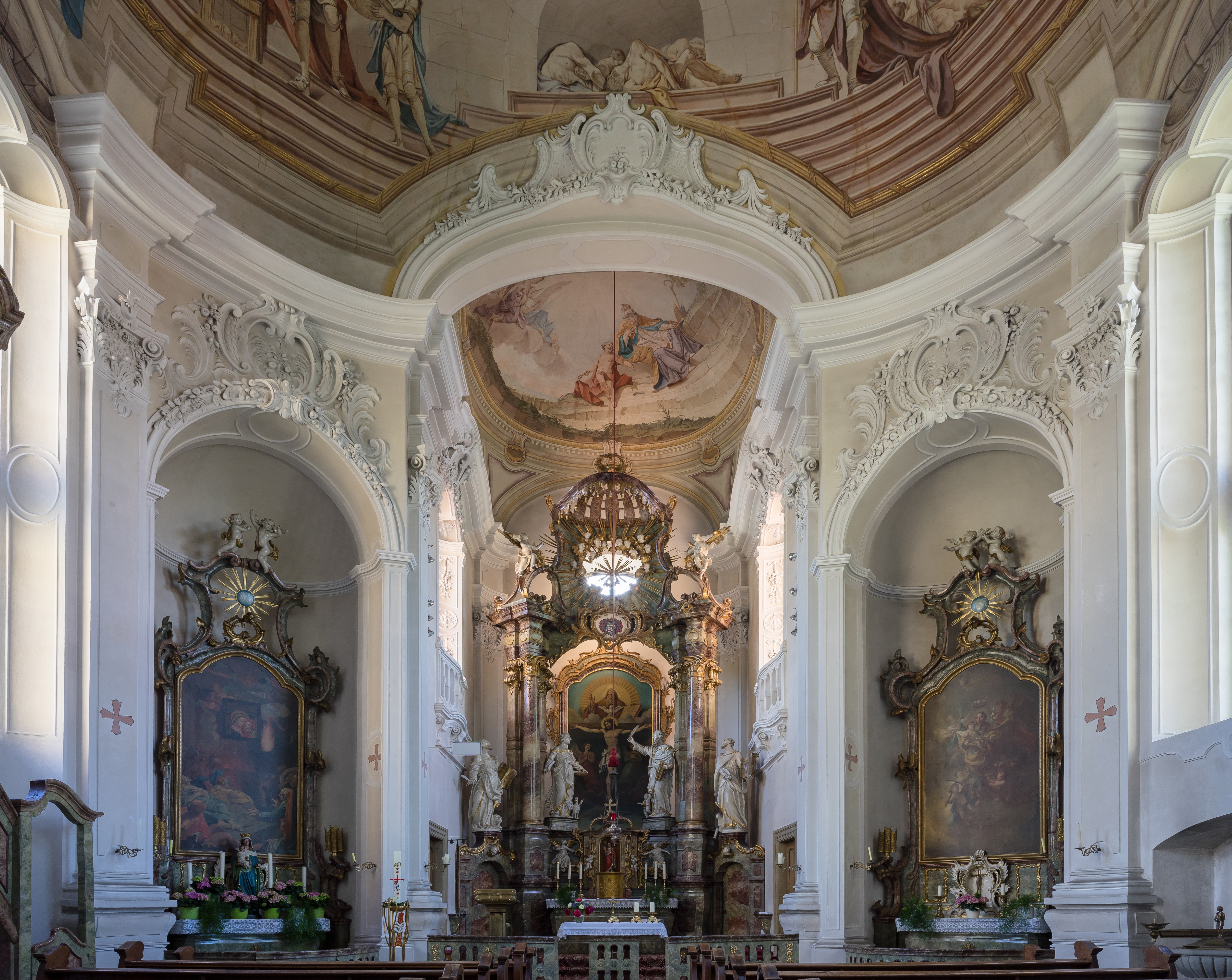
Das Innere der Kirche in Meßbach
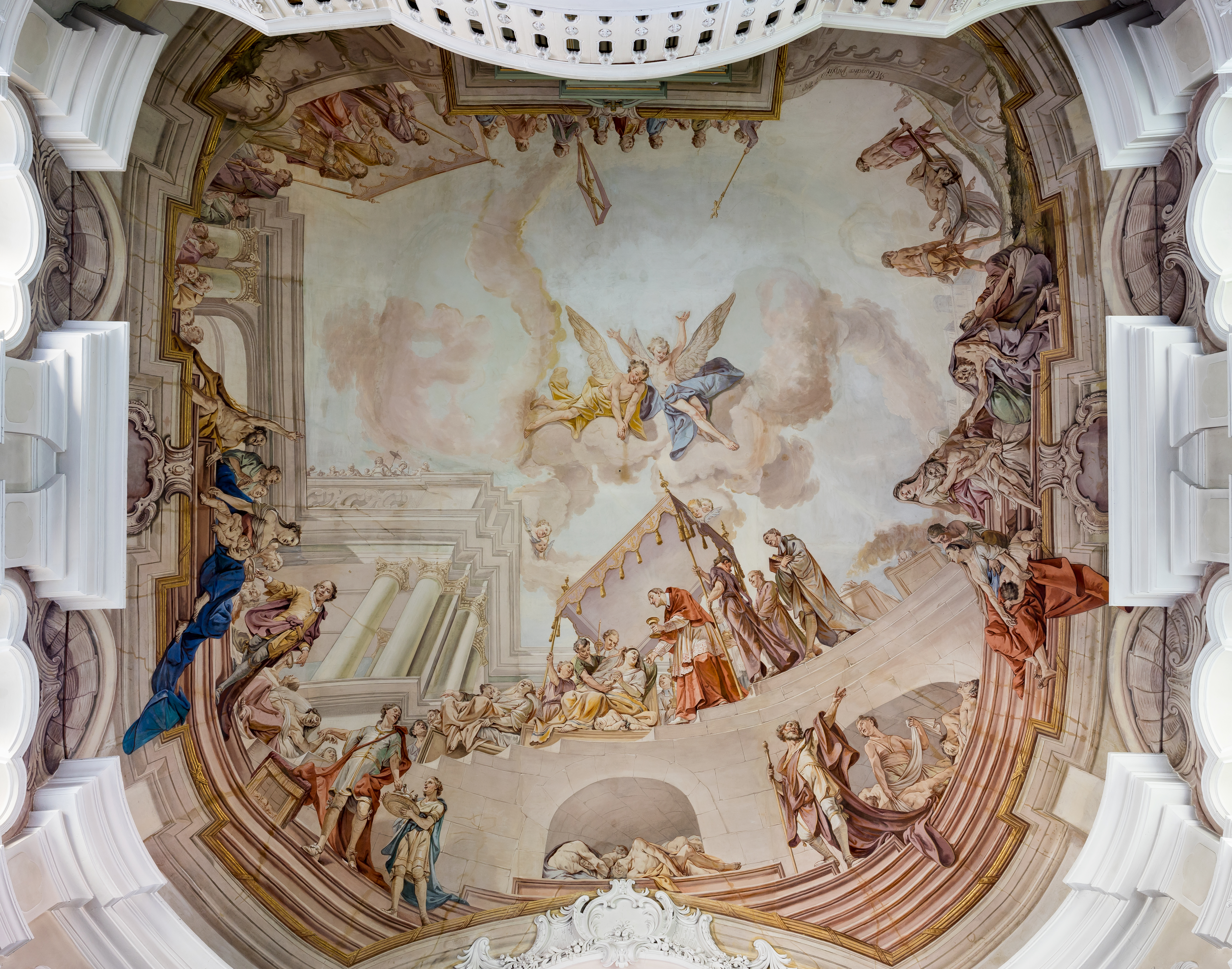
Deckenfresko der Kirche

Auf einem rechten Talsporn über dem Ortsteil Laibach steht die Burg Laibach der Freiherren von Racknitz. Einstmals eine feste (Raubritter-)Burg, wurde sie 1621 durch Erhard von Muggenthal zu einem stattlichen Herrschaftssitz im Renaissance-Stil neu aufgebaut.
Im Ortsteil Meßbach liegt neben der 1776 erbauten, mit schöner Deckenmalerei ausgestatteten Rokokokirche Zur Heiligsten Dreifaltigkeit das Schloss der Freiherren von Palm. ⊙ Es ist ein länglicher Viereckbau mit drei Stockwerken und vier runden gekuppelten Türmen an den Gebäudeecken. Das Schloss wurde wahrscheinlich vor 1750 erbaut, aber erst in späteren Jahren von den Herren von Eyb vollendet.

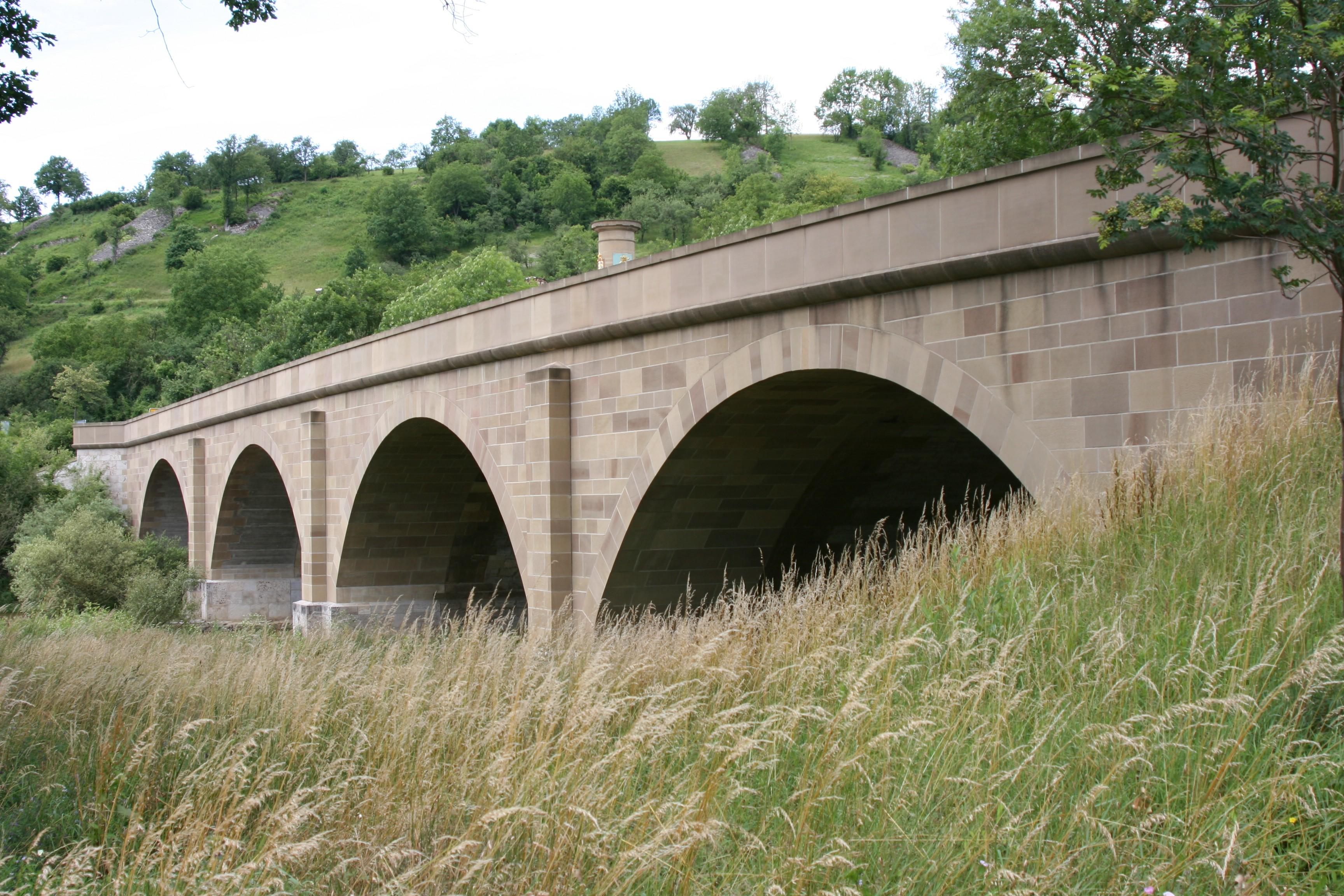
Die Hohebacher Jagstbrücke

Als einziger Teilort besitzt Hohebach kein Baronenschloss, dafür aber eine Königsbrücke.
Die gewaltige vierbogige Steinbrücke wurde 1808 bis 1810 von Karl August Friedrich von Duttenhofer auf Geheiß des Königs Friedrich I. von Württemberg gebaut, der dadurch seinen napoleonisch neu erworbenen nördlichen Landesteil Hohenlohe strategisch und verkehrstechnisch besser an das schwäbische Kernland anbinden wollte. Eine hohe Sandsteinsäule in der Brückenmitte trägt die römische Jahreszahl MDCCCX und das königliche Monogram FR mit Staatswappen. Laut Carl Julius Weber ist sie „die schönste Brücke im ganzen Königreich Württemberg“. Gegen Ende des Zweiten Weltkriegs wurden die beiden nördlichen Brückenbögen gesprengt und 1947 wieder aufgebaut. 1996 bis 1998 wurde die Brücke, über die heute die Bundesstraße 19 führt, unter Beibehaltung ihrer Bauweise instand gesetzt und verbreitert.
Beim Landeswettbewerb Unser Dorf soll schöner werden errang Dörzbach 2001 die Goldmedaille.

### St. Wendel zum Stein

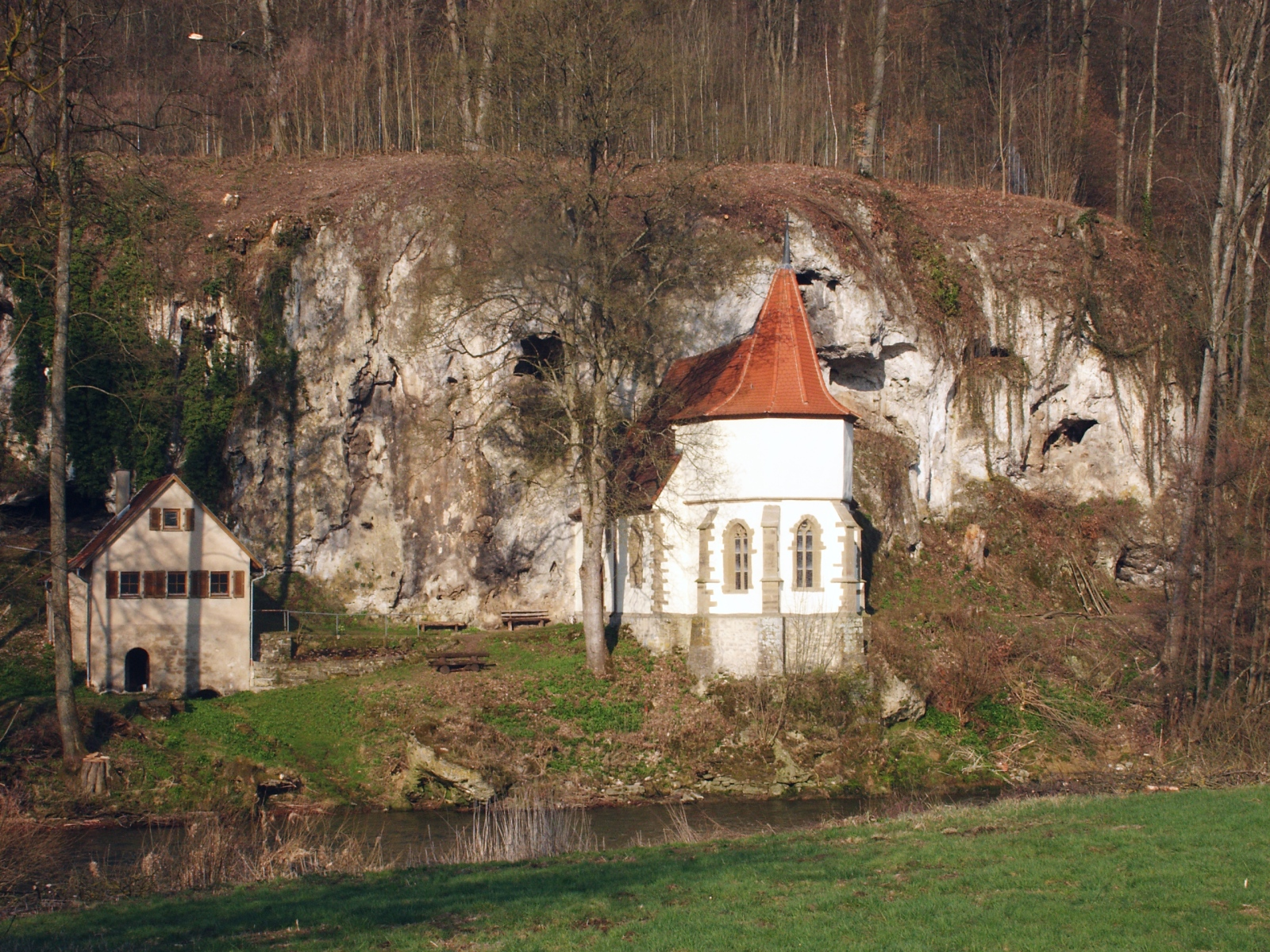
St. Wendel zum Stein

Zwischen Dörzbach und Hohebach steht vor einem Kalksinterfelsen die Kapelle St. Wendel zum Stein mit Mesnerhaus, mitten im gleichnamigen Naturschutzgebiet. In der Felswand sind Zeugnisse früherer Kapellen und eiszeitlich bewohnter Höhlen erhalten. In der Kapelle werden in jüngerer Zeit vermehrt Gottesdienste und Andachten gefeiert.
Im Sommer 2006 wurden im mittleren Jagsttal die Pfade der Stille eingeweiht. Auf der Trasse liegt im Dörzbacher Streckenabschnitt die St.-Wendel-Kapelle, unmittelbar oberhalb der Kapelle führt der Kocher-Jagst-Radweg  über den Maifestplatz.

## Wirtschaft und Infrastruktur

### Jagsttalbahn

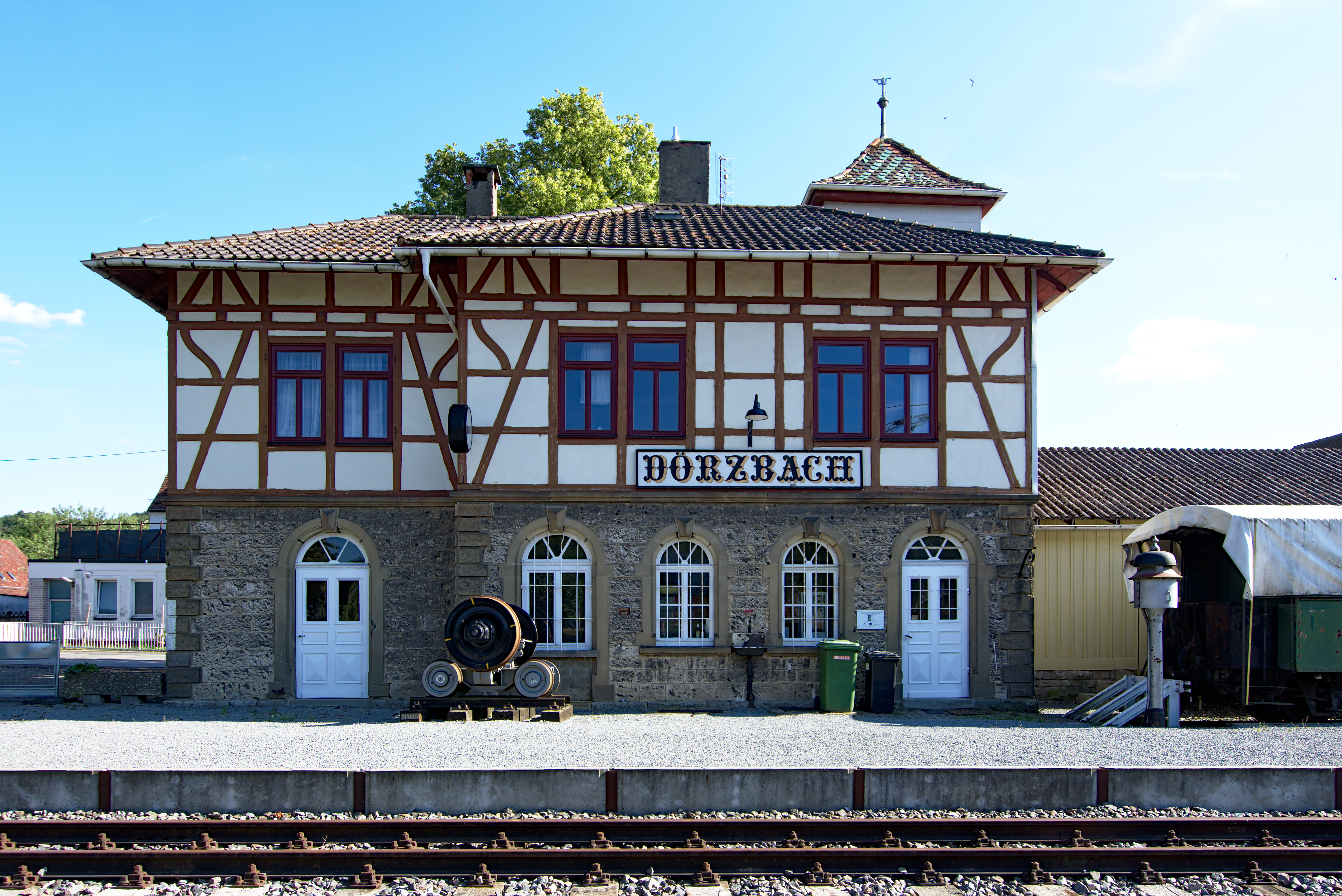
Bahnhof Dörzbach

In Dörzbach befindet sich der Ausgangsbahnhof der Jagsttalbahn, einer früher regional wichtigen Schmalspurbahn. Die Jagsttalbahn (Spurweite 750 mm) war immer als Privatbahn betrieben worden. Die Ausführung der 1888 geplanten Dampfstraßenbahn-Strecke von Züttlingen über Dörzbach nach Bad Mergentheim wurde zu einer Schmalspurbahn modifiziert. Der entgegengesetzte Ausgangspunkt der Bahn wurde von Züttlingen ins größere Möckmühl verlegt, wo auch ein Anschluss an die Hauptstrecke Heilbronn–Lauda bestand. Die Inbetriebnahme der Nebenstrecke erfolgte im Dezember 1900. Bis 1951 gab es Güter- und Personenverkehr. Personenverkehr (Schülertransport) wurde 1967 wieder vorübergehend aufgenommen. 1971 richtete die Deutsche Gesellschaft für Eisenbahngeschichte (DGEG) in Zusammenarbeit mit der SWEG hier in den Sommermonaten einen der ersten Museumsbahn-Betriebe (Dampflokomotiven) in Deutschland ein. Am 23. Dezember 1988 wurde der Gesamtbetrieb wegen Oberbaumängeln eingestellt.
Die Bestrebungen zur Wiederinbetriebnahme zwischen Dörzbach und Krautheim mündeten 2002 in der Gründung der kommunalen Jagsttalbahn AG.
In Dörzbach ist der Verein der Freunde der Jagsttalbahn aktiv. Er betreibt einen Lokschuppen. Von diesem ausgehend wurde auf einem kleinen Teil der ehemaligen Strecke wieder ein Museumsbetrieb aufgenommen.

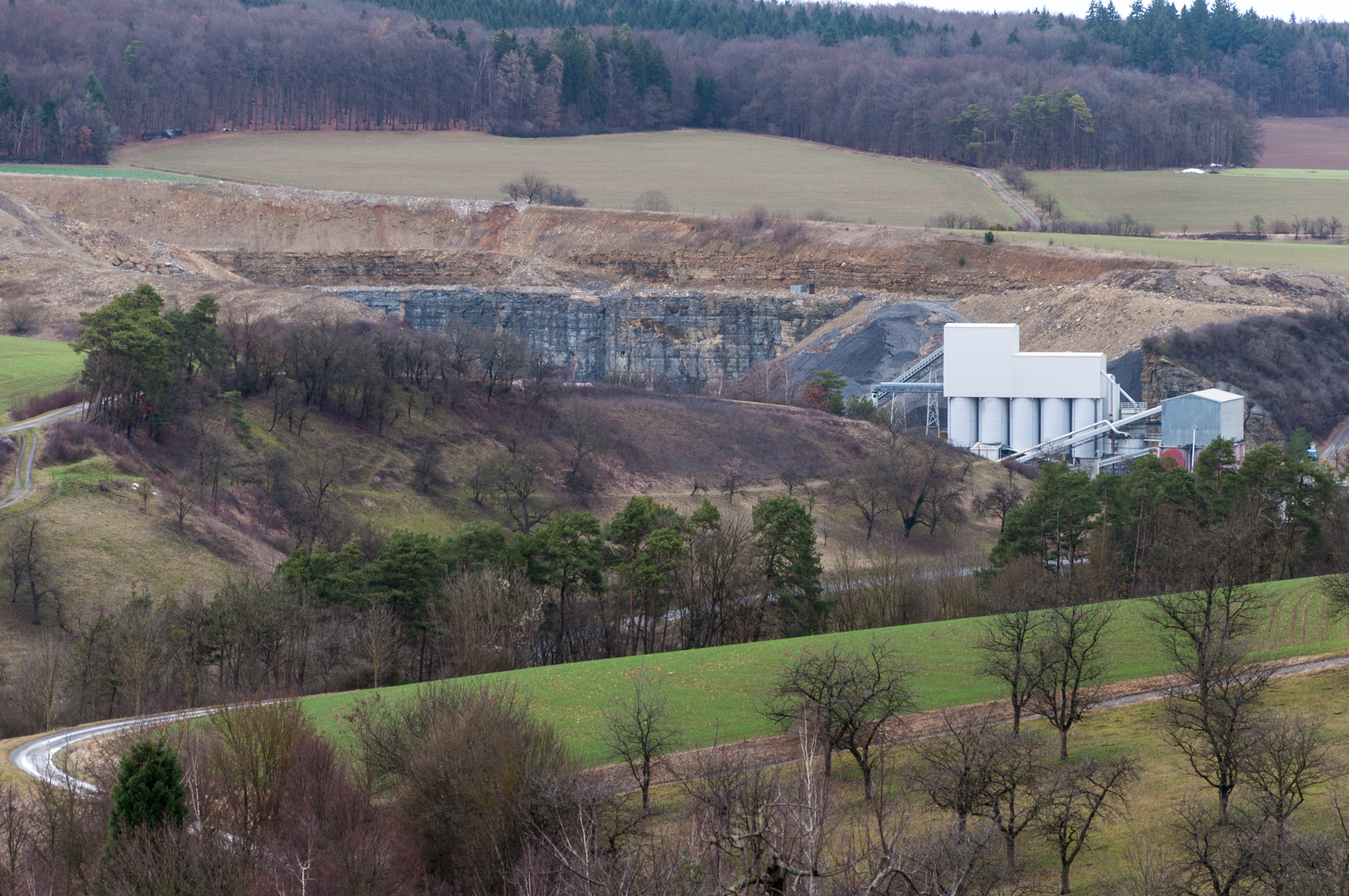
Steinbruch Laibach mit Schotterwerk, 2012

### Steinbruch Laibach
Etwas nördlich des Dörzbacher Ortsteils Laibach befindet sich ein Muschelkalkbruch mit Schotterwerk im rechten Hanggewann Wanzenäcker des Laibachtals.

### Verkehr

#### Straßenverkehr
Dörzbach liegt an der Bundesstraße 19 (B 19), die von Schwäbisch Hall im Süden über die Anschlussstelle Kupferzell an der Bundesautobahn 6 (A 6) nach Hohebach und Dörzbach und dann weiter nach Bad Mergentheim im Norden führt.
Diese Hauptverkehrsachse kreuzt sich in Dörzbach mit der landschaftlich reizvollen Jagsttalstraße. Diese beginnt ihren Lauf auf dem vorher weglosen Grund des oberen Tals zunächst als Kreisstraße K 2542 bei Leofels nordwestlich von Crailsheim und etwas westlich von Kirchberg an der Jagst, das eine Anschlussstelle an der A 6 hat, und setzt sich dann zu Füßen von Langenburg als Landesstraße L 1025 über Hohebach und Dörzbach lange fort bis nach Möckmühl kurz nach der das Tal überspannenden Brücke der A 81. Auf der Randhöhe besteht Anschluss an diese Autobahn, während die Jagsttalstraße sich mit wechselnder Nummer als Landesstraße bis nach Bad Friedrichshall-Jagstfeld fortsetzt, wo sie auf die B 27 trifft.

#### Öffentliche Verkehrsmittel
Der Verkehrsbetrieb Dörzbach, eine Tochter der Südwestdeutschen Verkehrs AG, gewährleistet mittels einiger Buslinien den ÖPNV. Es gilt der Tarif des Nahverkehrs Hohenlohekreis.

#### Radverkehr
Der Kocher-Jagst-Radweg verläuft als touristischer Landes-Radfernweg durch Dörzbach. Er ist ein Rundkurs entlang der beiden Flüsse Kocher und Jagst zwischen Bad Friedrichshall und einer Querverbindung zwischen den Tälern bei Aalen (Stadtteil Unterkochen) und Lauchheim. Außerdem verläuft der Württemberger Weinradweg durch die Gemeinde. Von Krautheim kommend folgt er dem Kocher-Jagst-Radweg nach Dörzbach und zweigt dort ins Goldbachtal Richtung Bad Mergentheim ab. Insgesamt führt er von Rottenburg am Neckar nach Niederstetten.

#### Ultraleicht-Flugplatz
Auf dem Hag am Wendischenhof südwestlich des Ortsteiles Hohebach betreibt der Ultraleicht-Verein Dörzbach e. V. das Ultraleichtfluggelände Hohebach.

### Weinbau
Dörzbach ist eine Weinbaugemeinde, deren Lagen zur Großlage Kocherberg im Bereich Kocher-Jagst-Tauber gehören. Der Ort liegt an der Württemberger Weinstraße. Die Lage Altenberg wurde querterrassiert, um die Bewirtschaftung der steilen Weinberge zu verbessern. Die Weine werden über die Kochertalkellerei-Genossenschaft vermarktet.

## Söhne und Töchter der Gemeinde
- Hermann Röger (1883–1954), württembergischer Oberamtmann und Landrat
- Richard Ruoff (1883–1967), Offizier, zuletzt Generaloberst während des Zweiten Weltkriegs, geboren in Meßbach
- Ilse Junkermann (* 1957), Landesbischöfin der Evangelischen Kirche in Mitteldeutschland